# آنا (فلم)
آنا هو فيلم من نوع دراما أُصدر في 1987. الفيلم من توزيع فيسترون بيكشرز، وهو من إخراج يوريك بوغايفيتش ‏، أما السيناريو فكان من كتابة آقنييسكا هولاند ويوريك بوغايفيتش ‏.

## القصة
تقع أحداث الفيلم في نيويورك.

## طاقم التمثيل
- صوفيا كوبولا
- ستيفن جيلبورن
- سالي كيركلاند
- بولينا بوريزكوفا
- لاري باين
- Maggie Wagner  [لغات أخرى]‏
- كارولين هارون
- دايفيد إليس
- روبرت فيلدز

## الإنتاج
موسيقى الفيلم التصويرية كانت من تأليف غريغ هاوكس.

## وصلات خارجية
- مقالات تستعمل روابط فنية بلا صلة مع ويكي بيانات